# Pedro Briceño Pumar
Pedro Nolasco Briceño del Pumar (1750-1819) fue un militar venezolano de destacado papel en la guerra de independencia de Venezuela.

## Biografía
Nació en Barinas hacia 1750. Hijo de Joseph Nicolás Briceño Toro (c.1713-¿?) y María Dominga del Pumar y Fernández de la Riva (c.1720-c.1756), su padre fue alcalde ordinario de Mérida en 1729, 1737 y 1747 y de Barinas 1766. Su abuelo materno fue el capitán español Plácido del Pumar y Villegas, quién fundó el clan Pumar en la Capitanía General de Venezuela.
Hacia 1775 se casó en Barinas con Manuela Méndez de la Barta (c.1760-c.1819) hermana del sacerdote Ramón Ignacio Méndez. De ese matrimonio nacieron Juana María (en 1776), Ignacio Ramón (1778), Mercedes (1780), Juan Nepomuceno (1782), Nicolás (1784), Cosme (1786), Nicolasa (1788), José María (1790), Pedro (1792), José (1793) e Ignacia (1794).
Fue alcalde ordinario de Barinas en 1787 y 1796. El 17 de abril de 1797, el gobernador de la provincia de Barinas, Fernando Miyares, lo nombró capitán de una compañía de milicias que fue enviada a la provincia de Guayana, amenazada por los británicos después de la caída de isla Trinidad. Dos años después, por orden de Carlos IV de España, fue nombrado capitán de milicias disciplinadas de infantería. Partidario de la independencia, cuando la campaña de Reconquista de Monteverde puso fin a la Primera República de Venezuela en 1812, él y su familia debieron huir a las Provincias Unidas de la Nueva Granada, regresando al año siguiente con la campaña Admirable.
Fue nombrado comandante militar de Barinas con el rango de coronel, en octubre de 1813 debió evacuar a la población civil a San Carlos ante el avance del teniente coronel realista José Antonio Yáñez. Sin embargo, el 10 de noviembre logró derrotar al caudillo llanero José Antonio Puy (Puig) en el pueblo de San José, entre los ríos Tucupido y Guanare. El 5 de diciembre participó en la batalla de Araure donde mandaba al escuadrón de caballería de Barinas. En 1814, con la caída de la Segunda República de Venezuela, emigró con su familia a la isla de San Vicente. En 1817, al proclamarse la Tercera República de Venezuela regresó a su tierra natal y se dedicó al comercio entre aquella y San Vicente. Murió en agosto de 1819 en Barinas.